# 尸体现象
尸体现象（postmortem phenomena）在法医学上是指人死亡后尸体的各器官、组织、细胞的生命活动停止并受到内外环境各种因素的作用而发生的一系列特殊变化。
人体死亡期（stages of death）或死亡阶段，约有三个阶段，即濒死期、临床死亡期、生物死亡期；其涉及了医学、生物化学和法律等方面。

## 簡介
按照死后的时间，可以把死亡期分为早期和晚期：在一般自然环境下，通常将尸体在死亡24小时内出现的变化称为「早期尸体现象」，死亡24小时后出现的变化称为「晚期尸体现象」。早期尸体现象有肌肉松弛、尸冷、尸僵、尸斑、局部干燥、自溶等，晚期尸体现象有尸体腐败、霉尸、干尸、尸蜡、泥炭鞣尸等。早期尸体现象通常在死后的24小时内出现，但不会在24小时后就全部消失，而是继续发展、演变。晚期尸体现象也不是死亡24小时后才出现的，在死后不久就会逐渐出现。研究尸体现象的发生、变化特点及其规律，对法医确定死者的死亡原因、死后经过的时间、死亡时的姿态及死后是否被移动等有重要的参考意义，可以在刑侦工作中发挥重要作用。

## 人體死亡後腐爛過程
- 2天至3天：腐爛從人體的腹部開始，尸體內組織因分解後產生氣體，因此尸體開始脹大。
- 3天至4天：腐爛開始從腹部擴散，靜脈變得較褪色。
- 5天至6天：因細菌分解屍體生成的氣體的緣故，腹部脹得更大和皮膚開始出現水泡。
- 2個星期：腹部变得非常緊和圓鼓。
- 3個星期：組織開始變得柔和。
- 4個星期：軟的組織開始液化，而且面孔变得無法認出。

## 参閱
- 尸变